# 非官方补丁
非官方补丁（unofficial patch）是由用户社区而非原始开发者为一款软件创作的非商业修補程式。与普通的官方补丁一样，非官方补丁一般也是为修复软件缺陷或劣势制作，而通常不会改变软件的预期用法，这不同于第三方的软件适配（例如遊戲模組或破解补丁）。
非官方补丁是一种通常经过万维网传播的用户生成内容，可以被视作Web 2.0与重组文化的一部分。

## 动机
创建非官方补丁的一个常见原因是缺少软件原作者或提供者的技术支持。一些潜在的原因是：
- 软件产品已达预定的产品寿命并/或被其他产品取代（计划报废）[1]
- 软件最初是为另一个不同的环境设计，并且可以被改进/优化（移植）
- 开发者已经停产（老软件）[2]
- 官方支持所要求的经济成本过高（例如对小市场的本地化）
- 对紧迫问题的快速解决方案（例如安全漏洞），如果官方响应过缓[3][4][5]
- 官方开发人员无法解决此问题

## 类型
在电脑游戏领域中，非官方补丁最为常见，它们有时也被称为爱好者补丁（Fan patches），尤其是如果为一人独自完成。社区中多名作者共同完成则一般称为社区补丁（Community Patch）。这些补丁着眼典型程序流程中的关键错误，进行崩溃和兼容性方面的修复，例如适配新版操作系统、增加分辨率等。
虽然非官方补丁常见于PC平台，但在主机游戏中也有它们的存在，例如仿真社区中的交流。
翻译
另一种非官方补丁是爱好者翻译（中国称汉化补丁）。爱好者将日本角色扮演游戏翻译为英语很是常见，因为这些游戏通常不会为西方市场进行本地化。
还有一种非官方补丁是补丁集，是将官方的零散补丁汇总整合，以便安装使用。

## 方法
最常见的情况是没有软件的源代码和原开发工具。因此，可能只得在執行期以逆向工程和调试方法分析缺陷软件的二进制文件，找到问题所在后再设法进行修复。有时解决问题只需修改配置文件或注册表，而有时则需对二进制文件或可执行文件进行修改才能解决文件。如果有软件开发工具包（例如Mod系统）可用，修复补丁的制作可能会更为容易，否则就需要自己使用工具（例如NSIS、Innosetup）打包给用户使用的修补程序。
如果可以获得源代码，则或许能更有效地解决缺陷。有时源代码已获公开发布，而有时是从源代码泄露或失误得来，例如《Thief》系列游戏引擎的泄露事件。有时游戏粉丝甚至对原始程序进行完全的反向工程。

## 法律
虽然直接涉及非官方补丁的法庭案件不常见，但历史上有过类似的案件。

## 反响
对非官方补丁的存在各方褒贬不一，很多版权持有人对此十分矛盾。对于非官方补丁和粉丝翻译的项目，很少出现停止并终止的要求。
有时版权持有者还会主动支持软件社区的补丁和修复工作，少数情况下甚至可以以某个软件许可证发布源代码来允许软件社区继续进行软件支持工作。
1980年代出现的自由及开放源代码软件运动有助解决非官方补丁的根本问题，避免用户因缺少源代码而无法对仅二进制分发的软件进行自行支持。自由及开放源代码软件对源代码可用性的要求能防止对专有软件的二进制文件打补丁时可能遇到的技术和法律问题。

## 电子游戏中的例子
| 游戏                                                           | 类型                                                     |
| -------------------------------------------------------------- | -------------------------------------------------------- |
| 源毒                                                           | 缺陷修复补丁                                             |
| Arcanum: Of Steamworks and Magick Obscura                      | 缺陷修复补丁、爱好者翻译                                 |
| 終極戰區II：戰鬥指揮官                                         | 缺陷修复补丁                                             |
| 文明IV                                                         | 修复缺陷及扩展（有SDK源代码，可访问XML配置及Python文件） |
| 时空之轮                                                       | 爱好者翻译、缺陷修复补丁                                 |
| 終極動員令 (1995年遊戲)                                        | 缺陷修复补丁、分辨率修复，添加语言包支持                 |
| 上古卷轴II：匕首雨                                             | 缺陷修复补丁、爱好者翻译                                 |
| 黑暗靈魂II                                                     | 修复缺陷                                                 |
| Deadly Premonition: The Director's Cut                         | 分辨率修复                                               |
| Ecco the Dolphin                                               | 修复缺陷，为新版系统移植                                 |
| E.T. the Extra-Terrestrial                                     | 修复缺陷                                                 |
| 辐射2                                                          | 缺陷修复补丁 、分辨率修复                                |
| 辐射4                                                          | 缺陷修复补丁                                             |
| 自由枪骑兵                                                     | 缺陷修复补丁                                             |
| Galactic Civilizations II                                      | 脚本更正，数据库错误更正，引擎修复                       |
| Gothic 3                                                       | 缺陷修复补丁                                             |
| BioWare（博德之门系列，冰风谷等）                              | 缺陷修复补丁、分辨率修复                                 |
| Jagged Alliance 2（现为JA2-Stracciatella）                     | 缺陷修复补丁, 分辨率修复，移植                           |
| Legacy of Kain系列                                             | 缺陷修复补丁                                             |
| LucasArts冒险游戏（猴島小英雄系列、聖戰奇兵等）                | 爱好者翻译                                               |
| Master of Magic                                                | 爱好者补丁                                               |
| Master of Orion 3                                              | 爱好者翻译、修复缺陷                                     |
| 我的世界                                                       | 爱好者修复被采纳到最新补丁                               |
| MVP Baseball 2005                                              | 修复，继续支持                                           |
| Nuclear Throne                                                 | 合作模式修复与增强                                       |
| The Elder Scrolls V: Skyrim                                    | 缺陷修复补丁、翻译修正                                   |
| Rollcage                                                       | 缺陷修复补丁                                             |
| Silent Hunter II / 驱逐舰指挥官                                | 缺陷修复补丁（Ubisoft源代码协助）                        |
| 星海遊俠系列                                                   | 爱好者翻译                                               |
| Star Wars: Knights of the Old Republic II – The Sith Lords     | 修复缺陷、恢复内容、支持宽屏                             |
| 最高指揮官                                                     | 缺陷修复、多用户客户端及替代服务器（私人伺服器）         |
| Dark Engine (神偷：暗黑计划、神偷II：金属时代、System Shock 2) | 缺陷修复补丁                                             |
| 泰坦之旅                                                       | 缺陷修复补丁                                             |
| Ultima series                                                  | 缺陷修复补丁、爱好者翻译                                 |
| 创世纪IV：圣者传奇                                             | 缺陷修复补丁、易主                                       |
| Vampire: The Masquerade – Bloodlines                           | 缺陷修复补丁，恢复内容，宽屏和现代操作系统支持           |
| Xenonauts                                                      | 缺陷修复补丁和继续支持                                   |

## 普通软件中的例子
| 软件                                 | 类型                                                          |
| ------------------------------------ | ------------------------------------------------------------- |
| 3dfx Interactive驱动程序             | 驱动程序修复，继续支持                                        |
| Adobe Acrobat                        | 快速安全修复                                                  |
| Socket 7 主板的Award BIOS            | 支持超过32GB的硬盘、支持AMD K6-2/3+                           |
| Java                                 | 快速安全修复                                                  |
| Windows 7、Windows 8                 | 解锁硬件支持                                                  |
| Windows 98                           | Slipstream补丁、缺陷修复补丁、支持超过137GB的硬盘、支持2k API |
| Windows XP                           | 更新包                                                        |
| Internet Explorer                    | 快速安全修复                                                  |
| 英伟达 NVIDIA nForce 芯片组 驱动程序 | 在较新Windows操作系统上支持旧款芯片组                         |
| Palm Pre                             | 功能扩展                                                      |
| WMF格式                              | 快速安全修复                                                  |
| Windows URI问题                      | 快速安全修复                                                  |
| MacOS 10.3                           | 夏时制补丁                                                    |